# Ђоко Вукићевић
Ђоко Вукићевић (Богути, код Цетиња, 28. фебруар 1914 — Београд, 14. јануара 2002), учесник Народноослободилачке борбе, генерал-мајор ЈНА и народни херој Југославије.

## Биографија
Рођен је 28. фебруара 1914. године у селу Богути, код Цетиња. Потицао је из сиромашне земљорадничке породице. Његов отац Томо је више од тридесет година провео као рударски радник у Америци. Основну школу је завршио у оближњем селу Љуботињ, а малу матуру у цетињској гимназији. Као ученик петог разреда гимназије, 1932. године је учествовао у демонстрацијама на Цетињу, због чега је био ухапшен и протеран из школе. Тада је добио и забрану уписа у било коју гимназију у Црној Гори, због чега је пети разред завршио у гимназији у Пећи. Након тога је био приморан да прекине школовање, па се до 1941. године бавио земљорадњом.
Како се још у средњој школи повезао са омладинским револуционарним покретом и Савезом комунистичке омладине (СКОЈ), у чланство тада илегалне Комунистичке партије Југославије (КПЈ) је био примљен 1933. године. Био је и секретар партијске ћелије, секретар општинског бироа, члан Месног комитета КПЈ за Цетиње и члан Среског комитета СКОЈ-а Цетиње. У току грађанског рата у Шпанији, 1937. године је покушао да оде у Шпанију, како би се у редовима Интернационалних бригада борио против фашизма. Власти Краљевине Југославије су југословенским добровољцима браниле одлазак у Шпанију, па је услед полицијског откривања везе преко које је требало да оде, морао да одустане од пута и да се више од месец и по дана крије у шуми.
У периоду од 1932. до 1941. године активно је учествовао у свим скуповима, акцијама и демонстрацијама које је КП Југославије организовала на терену Цетиња, Љуботиња и Ријеке Црнојевића. Због свог активног револуционарног рада, од полицијских власти је био означен као комуниста и више пута је био хапшен и прогањан, па и осуђиван. Усљед немогућности даљег партијског рада на Цетињу, по одлуци Мјесног комитета КПЈ за Цетиње и Покрајинског комитета КПЈ за Црну Гору и Боку, 1940. године је под лажним именом био упућен у Вогошћу, код Сарајева. Овде се повезао са Месним комитетом КПЈ за Сарајево и наставио са политичким радом, а убрзо је од радника на градилишту је формирао прву партијску ћелију са три члана.
У Вогошћи је остао до марта 1941. године, када је пошао у Београд, где је 27. марта 1941. године учествовао у демонстрацијама подршке војном пучу. Након тога се вратио у Црну Гору, где је након окупације Југославије радио на припреми оружаног устанка. Учествовао је у прикупљању оружја и његовом складиштењу у тајни магацин на Љуботињу, формирању герилских група и њиховој обуци. У Тринаестојулском устанку је учествовао у акцијама Љуботињског герилског одреда, као и у његовој првој акцији у разоружавању жандармеријске станице у Љуботињу. Потом је учествовао у борбама на комуникацији Цетиње—Будва, као и на Кошћелима, где је најпре уништена једна италијанска моторизована колона, а онда моторизовани батаљон.
Као истакнути борац, био је у лето 1941. године постављен за првог политичког комесара партизанске чете у Љуботињу, а у јесен исте године је био добровољац у Одреду за операције у Санџаку, са којим је учествовао у нападу на Пљевља, 1. децембра 1941. године. Као политички комесар чете у Ловћенском батаљону, истакао се и у нападу на град и у пробоју из града. Након пораза код Пљеваља, налазио се у групи бораца која је у Рудом 21. децембра 1941. године ступила у Први ловћенски батаљон тада формиране Прве пролетерске ударне бригаде. Тада је био постављен на дужност политичког комесара Прве чете Првог ловћенског батаљона.
Учествовао је на борбеном путу бригаде од Рудог ка Романију, као и преко Игмана. Нарочито се истакао у ноћи 27/28. јануара 1942. године, када је први прешао мост преко реке Босне у Сарајевском пољу, чиме је омогућио прелаз осталих бораца. Истицао се храброшћу у борбама за Улог, око Калиновика, на Сињајевини, Дурмитору и Трескавици. У борби за Коњиц, 1942. године, савладао је посаду бункера и заробио пушкомитраљез. Сличне подвиге, поновио је у борбама за Ливно, Дувно, Бугојно, Кључ и друга места у западној Босни, као и у борбама током Четврте и Пете непријатељске офанзиве.
У време противофанзиве у источној Босни, на путу Зворник—Тузла, 8. јула 1943. године успео је да уништи групу усташа и омогући чети да изврши задатак. Том приликом је био рањен. Као политички комесар Београдског батаљона Прве пролетерске ударне бригаде, истакао се у борбама у Шестој непријатељској офанзиви, а као члан Политодела Двадесете далматинске дивизије у борбама у Далмацији. У Корпусу народне одбране Југославије (КНОЈ) налазио се на дужности заменика политичког комесара Пете српске дивизије народне одбране, са којом је учествовао у борбама против непријатељских остатака, у данима краја рата и непосредно након њега.
Након ослобођења Југославије, наставио је војну каријеру у Југословенској народној армији (ЈНА). Завршио је Вишу партијску школу „Ђуро Ђаковић” и Вишу војну академију ЈНА. Налазио се на дужностима политичког комесара дивизије и у граничним јединицама. Био је помоћник шефа за војна питања при Централном комитету Савеза комуниста Југославије, организационог секретара Опуномоћства армије. Пензионисан је 1963. године у чину генерал-мајора.
Преминуо је 14. јануара 2002. године у Београду. Имао је два сина и кћерку. Његова кћерка Соња је позната српска балерина, кореограф, редитељ и глумица.
Носилац је Партизанске споменице 1941. и других одликовања, међу којима су — Орден братства и јединства првог реда, Орден партизанске звезде другог реда, Орден заслуга за народ другог реда, Орден за храброст, Орден народне армије трећег реда и др. Орденом народног хероја одликован је 10. јула 1953. године.